# Çatal Hüyük

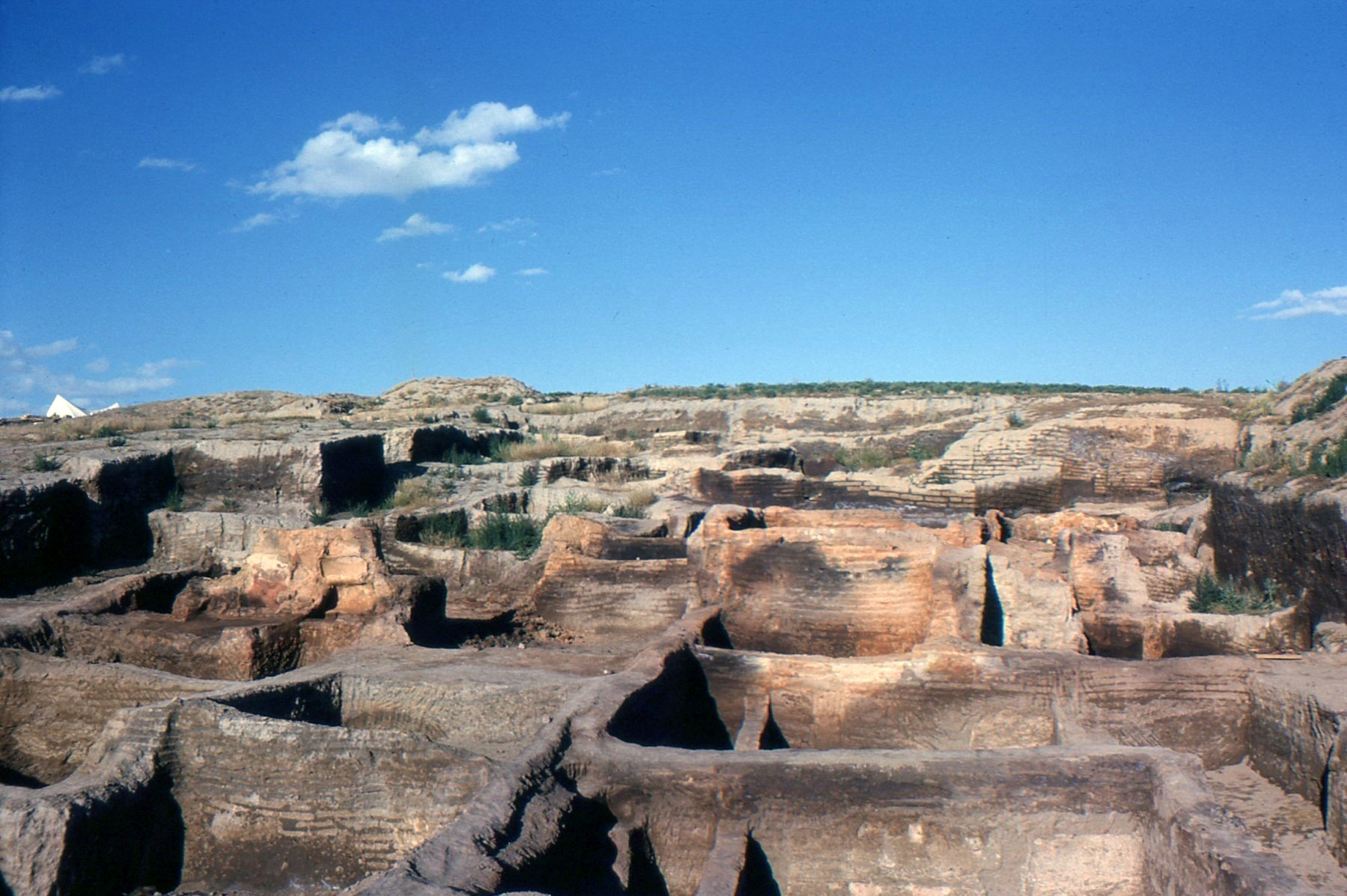
Odkryté nálezy osady po první sérii vykopávek

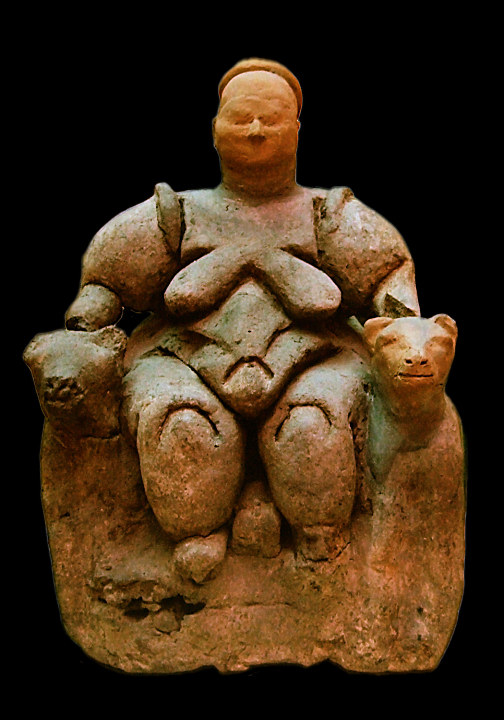
Figura sedící matky (bohyně?) se dvěma lvicemi, nález z Çatal Hüyük, 6000–5500 př. n. l.

Çatal Hüyük (též Çatalhöyük nebo Çatal Höyük) [čatal höjuk] je turecký název pro osadu v jižní Anatolii, která existovala v období neolitu a chalkolitu, přibližně mezi lety 7500 až 6400 př. n. l. Jedná se o jedno z největších a nejlépe zachovaných archeologických nalezišť z této dějinné epochy.

## Vykopávky
Rozkládá se na přibližně 20 metrů vysokém uměle vytvořeném návrší 40 km jihovýchodně od města Konya. Lokalita byla objevena roku 1958, přičemž hlavní archeologické výzkumy zde proběhly v letech 1961–1965. Druhá fáze výzkumů byla zahájena v druhé polovině roku 1993 a podílely se na nich týmy archeologů ze Spojeného království, Spojených států amerických, Turecka, Polska a dalších zemí.

## Popis

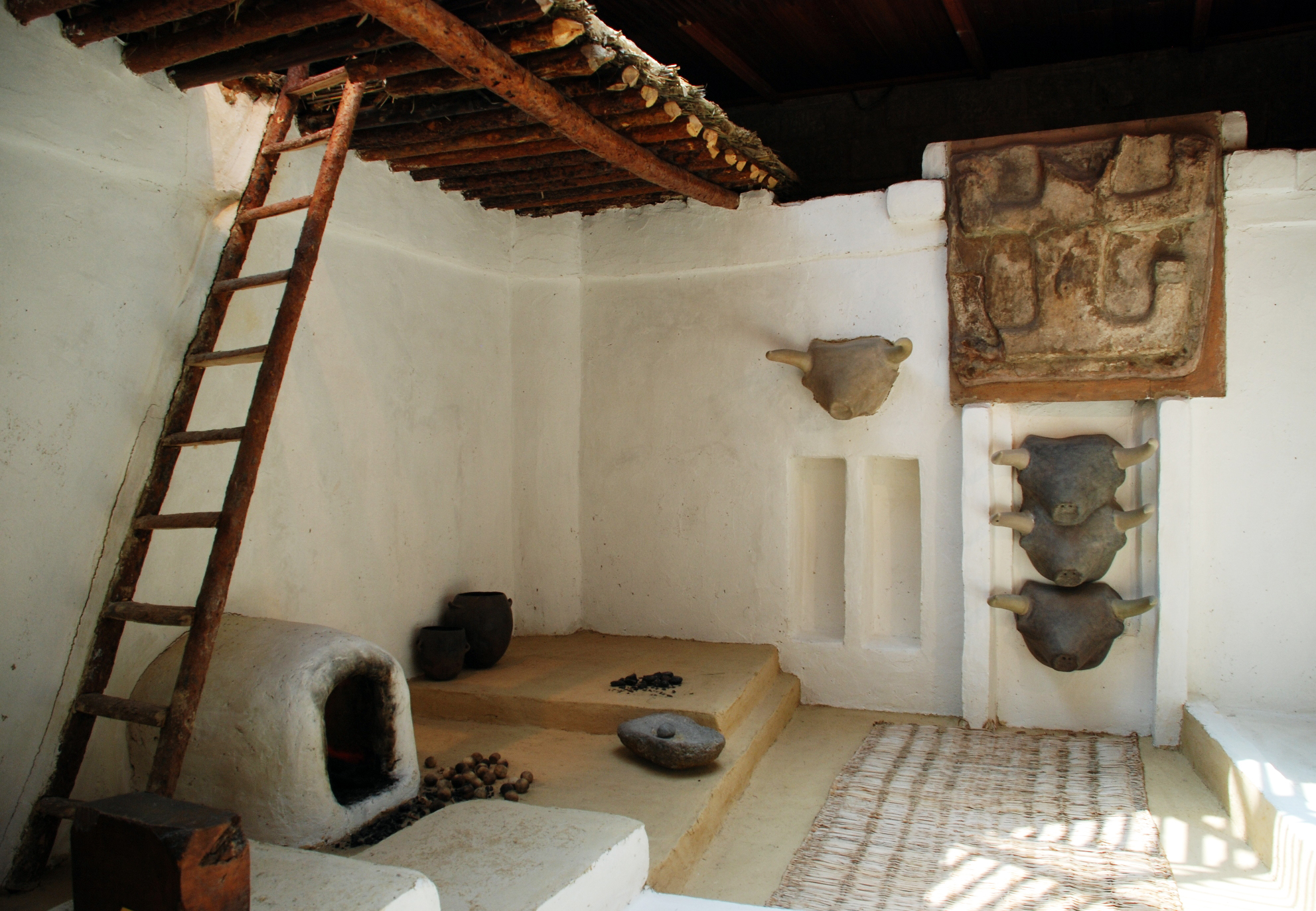
Rekonstrukce vnitřního prostoru jednoho z domů

Osada byla tvořena obytnými domy postavenými z vepřovic. Mnoho z těchto domů mělo stěny vyzdobeno nástěnnými malbami. Předpokládá se, že v nich mohlo žít 5000–10 000 obyvatel. Díky své velikosti je někdy považována za jedno z prvních měst na světě. Obyvatelé byli zemědělci, což dokládají například nálezy různých druhů obilnin, a rovněž se zabývali chovem domestikovaných zvířat (ovce a skot). Také dokázali zpracovávat mléko. Vyráběli keramiku a obsidiánové nástroje. Mezi nejznámější zdejší nálezy patří figurka sedící matky (snad bohyně) se dvěma lvicemi z pálené hlíny. Společně s ní se zde našly stovky dalších, převážně mužských a zvířecích figurek. Patrně zde fungovala matriarchální společnost.